# Michael Gerzon
Michael A. Gerzon (* 4. Dezember 1945 in Birmingham; † 6. Mai 1996) war ein britischer Mathematiker und Audio-Experte. Er ist unter anderem durch die Entwicklung von Ambisonics, einem Verfahren zur Aufnahme und Wiedergabe eines Klangfelds, bekannt geworden.
Gerzon studierte Mathematik an der Oxford University, erhielt 1967 den MA und studierte als Postgraduierter axiomatische Quantenphysik. Daneben war er interessiert an Musik, Poesie, der Sinneswahrnehmung und der Informationstheorie. Er war von der Schallaufzeichnung fasziniert und fertigte viele eigene Aufzeichnungen an, von denen manche als LP oder CD veröffentlicht wurden. Unter anderem nahm er On A Friday auf, eine Vorgängerband von Radiohead. Er war Kritiker der Quadrofonie-Systeme der 1970er Jahre und entwickelte mit an Ambisonics, einem Raumklangsystem. Gerzon war Mitglied der Audio Engineering Society, die ihn 1978 zum AES Fellow ernannte und ihn 1991 mit der AES-Goldmedaille auszeichnete. Er starb wenige Tage vor der 100. AES-Convention in Kopenhagen, bei der er drei Vorträge halten sollte, an einem Asthma-Anfall.